# Barrio Justo Suárez
El Barrio Justo Suárez es un conjunto de vivienda social ejemplar de la arquitectura participativa, construido en 1974 para erradicar la Villa 7 en Mataderos, uno de los barrios del sur de la ciudad de Buenos Aires.
El proyecto tiene su germen hacia octubre de 1971, cuando la dictadura del general Alejandro Lanusse llevaba adelante el PEVE, plan para erradicar las villas de emergencia o asentamientos precarios. En un caso fuera de lo común, se confeccionó un Plan Piloto de Realojamiento de Villa 7 en el cual se dio por primera vez la participación de los destinatarios de las futuras viviendas en el proceso de diseño de las mismas. Esto fue posible como experimento en el terreno del diseño de la vivienda social, gracias a que la Villa 7 era una de las más pequeñas, ocupando solamente una manzana. Según consignan los autores mismos del proyecto, se trató de un reflejo de los intentos de Lanusse de “captación del pueblo peronista”, en contradicción con las políticas represivas de la dictadura que estaba llegando a su fin.
Así, un equipo de la Comisión Municipal de la Vivienda (CMV), integrado por los arquitectos Ana María Azzari, Sara Fortuna, Alberto Compagnucci y Osvaldo Cedrón, trabajó junto a los ocupantes de la Villa 7 para el proyecto de un barrio de monoblocks a construir a menos de cien metros de distancia con respecto al asentamiento precario donde se encontraban. En un terreno de más de media hectárea, se construyeron una torre de planta baja y once pisos, cinco monoblocks alargados de planta baja y dos o tres pisos (en total 122 viviendas), una guardería infantil y un local de usos múltiples.
En todas las viviendas, los dormitorios fueron divididas utilizando tabiques y muebles, buscando una mayor flexibilidad para futuras remodelaciones. En el proyecto original, se pensó en la posibilidad de conseguir hasta cinco dormitorios por vivienda, según el uso de módulos estructurales. Además, se unificaron comedor y sala de estar, integrándolos con la cocina, a diferencia de la mayoría de las viviendas sociales diseñadas en la época, gracias a la participación de los futuros usuarios en el diseño de sus viviendas.
Los ocupantes de la Villa 7 no solo participaron del diseño arquitectónico de sus nuevas viviendas, sino que actuaron como mano de obra para la construcción, luego de un curso de capacitación ad hoc, y se hicieron cargo no solo los paneles prefabricados para las fachadas sino de detalles como parte del mobiliario. Todo fue realizado en un obrador "al pie de obra", y los trabajos concluyeron en 1974, cuando el Plan PEVE ya había sido sustituido por el Plan Alborada de viviendas, en manos del gobierno de Juan Domingo Perón. El mismo equipo de arquitectos proyectó, a su vez, la vecina Plaza de Mataderos y el nuevo conjunto de vivienda recibió el nombre de Justo Suárez en homenaje a un ídolo del boxeo argentino nacido en Mataderos.
Luego del experimento piloto de Villa 7, y ya desmantelado el PEVE, no se volverían a dar casos iguales en el terreno de la vivienda social a cargo del Estado. La siguiente dictadura militar que comenzaría en 1976, trabajó con equipos de arquitectos de gran renombre en el diseño de grandes complejos (Conjunto Soldati, Conjunto Piedrabuena, etc.) construidos por importantes contratistas amigas del régimen. Sería recién a comienzos del siglo XXI y por parte de cooperativas de vivienda, que los destinatarios de proyectos de este tipo volverían a participar en el proceso de proyecto (como el caso del Conjunto Monteagudo del MTE).